# Englische Cricket-Nationalmannschaft in Neuseeland in der Saison 1990/91
Die Tour der englischen Cricket-Nationalmannschaft nach Neuseeland in der Saison 1990/91 fand vom 9. bis zum 16. Februar 1990 statt. Die internationale Cricket-Tour war Bestandteil der Internationalen Cricket-Saison 1990/91 und umfasste und drei ODIs. Neuseeland gewann die Serie 2–1.

## Vorgeschichte
Neuseeland bestritt zuvor eine Tour gegen Sri Lanka, England eine Tour in Australien.
Das letzte Aufeinandertreffen der beiden Mannschaften bei einer Tour fand in der Saison 1990 in England statt.

## Stadien
Die folgenden Stadien wurden für die Tour als Austragungsort vorgesehen.
| Stadion        | Stadt        | Kapazität | Spiele |
| -------------- | ------------ | --------- | ------ |
| Eden Park      | Auckland     | 50.000    | 3. ODI |
| Lancaster Park | Christchurch | 38.628    | 1. ODI |
| Basin Reserve  | Wellington   | 11.000    | 2. ODI |

## Kaderlisten
Die folgenden Kader wurden von den Mannschaften benannt.
| ODI | ODI |
| Neuseeland | England |
| --- | --- |
| - Chris Cairns - Martin Crowe - Mark Greatbatch - Chris Harris - Richard Jones - Gavin Larsen - Richard Petrie - Chris Pringle - Richard Reid - Ken Rutherford - Ian Smith - Willie Watson - John Wright | - Mike Atherton - Martin Bicknell - Phil DeFreitas - Angus Fraser - Graham Gooch - David Gower - Eddie Hemmings - Allan Lamb - Jack Russell - Gladstone Small - Mike Smith - Alec Stewart - Phil Tufnell |

## One-Day Internationals

### Erstes ODI in Christchurch
| 9. Februar Scorecard | Christchurch (LP) | England 230-7 (50)          | – | Neuseeland 216-8 (50) |
|                      |                   | England gewinnt mit 14 Runs |   |                       |

### Zweites ODI in Wellington
| 13. Februar Scorecard | Wellington (BR) | Neuseeland 196-8 (49/49)      | – | England 187 (48/49) |
|                       |                 | Neuseeland gewinnt mit 9 Runs |   |                     |

### Drittes ODI in Auckland
| 16. Februar Scorecard | Auckland | Neuseeland 224-7 (50)         | – | England 217 (49.5) |
|                       |          | Neuseeland gewinnt mit 7 Runs |   |                    |